# Gourami à grosses lèvres
Trichogaster labiosus
 (mars 2009).
Si vous disposez d'ouvrages ou d'articles de référence ou si vous connaissez des sites web de qualité traitant du thème abordé ici, merci de compléter l'article en donnant les références utiles à sa vérifiabilité et en les liant à la section « Notes et références ».
Espèce
Synonymes
- Colisa labiosa (Day, 1877)
- Trichogaster labiosus (Day, 1877)
- Colisa labiosus (Day, 1877)

Statut de conservation UICN

 LC  : Préoccupation mineure
Le Gourami à grosses lèvres (Trichogaster labiosus), est un poisson de la famille des Osphronémidés. On le rencontre à l'état sauvage en Birmanie mais c'est aussi une espèce élevée en aquarium.

## Description de l'espèce

### Morphologie
Le Gourami à grosses lèvres est un poisson de 9 cm environ, au corps très coloré avec une alternance de rayures verticales rouges et bleues sur les flancs et des nageoires bordées d'un trait orange. Le corps est haut et comprimé latéralement. Comme chez l'ensemble des Gouramis du genre Colisa, les nageoires ventrales de C. labiosa forment des filaments allongés qui servent d'organe tactile. Les nageoires anale et dorsale débutent très en avant du corps pour terminer à la base de la caudale. Ainsi que son nom l'indique la bouche est proéminente avec les lèvres en avant.
L'espèce présente un dimorphisme sexuel : la nageoire dorsale du mâle est plus pointue et plus longue que celle de la femelle.
On pourrait confondre le Gourami à grosses lèvres avec le Gourami nain (Trichogaster labiosus) mais ses couleurs sont plus discrètes, sa forme générale moins ronde, ses lèvres sont plus épaisses et il est plus grand que ce dernier.

### Mode de vie
Il a une alimentation omnivore. C'est un poisson paisible.
Ovipare, le couple construit un nid de bulles et c'est le mâle qui soigne la ponte.
Cette espèce est originaire de Birmanie.

## Maintenance en captivité
| Origine         | Birmanie   | Eau           | Eau douce    |
| Dureté de l'eau | 4 à 10 °GH | pH            | 6 à 7,5      |
| Température     | 22 à 28 °C | Volume mini.  | 100l         |
| Alimentation    | Omnivore   | Taille adulte | env. 9 cm    |
| Reproduction    | Ovipare    | Zone occupée  | Milieu, haut |
| Sociabilité     | Paisible   | Difficulté    | Facile       |

Ce poisson, facile à acclimater en aquarium et paisible, vit en aquarium d'eau douce. Il préfère une dureté comprise entre 4 et 10°dGH, une température de 22 à 28 °C, avec un pH compris de 6 et 7,5. Il occupe le milieu du bac, plutôt vers la surface.